# Rokt
Rokt es una empresa de tecnología fundada en Australia con sede en la Ciudad de Nueva York y oficinas en Londrés, Seattle, Sídney, Tokio y Toronto. En 2021, alcanzó el estado de unicornio con una valoración de USD 1950 millones y en 2022 la valoración aumentó a USD 2400 millones.

## Descripción
Rokt es una empresa de tecnología que utiliza la inteligencia artificial y el aprendizaje automático para mostrar ofertas importante en los sitios web de los minoristas. Rokt trabaja con diversas empresas, como Live Nation, Hulu, Macy's, Kohl's, Uber, Albertsons y HelloFresh.

## Historia
Rokt fue fundada en 2012 por Bruce Buchanan, quien construyó la franquicia Jetstar en Asia y estuvo en la junta directiva de Guzman y Gomez. Rokt Pte Ltd adquirió Rocklive, una empresa fundada por el ejecutivo sénior de Google, Justin Viles, quien luego se unió a Buchanan como cofundador de Rokt. Buchanan sigue siendo CEO de Rokt.
En 2019, Rokt adquirió OfferLogic. En diciembre de 2021, alcanzó el estado de unicornio con una valoración de USD 1950 millones y anunció planes para cotizar en bolsa en 2023.
En 2022, Bill Barton, exejecutivo de Amazon, se unió a Rokt como director de productos e ingeniería para liderar los esfuerzos de investigación y desarrollo de la empresa y los equipos de ingeniería.
En 2024, Rokt adquirió Aftersell, una empresa que optimiza la venta directa y cruzada para pequeñas y medianas empresas.
A partir de 2025, Rokt ha expresado su intención de prepararse para una oferta pública inicial en 2026.